# Zinaída Smirnova
Zinaída Ivánovna Smirova (en ruso: Зинаида Ивановна Смирнова; Moscú, 4 de octubre de 1923-Moscú, 1991) fue una médica militar soviética, que luchó durante la Segunda Guerra Mundial integrada en el 48.º Regimiento de Fusileros de la Guardia del Ejército Rojo. Resultó herida en numerosas ocasiones mientras rescataba a sus compañeros heridos. Fue nominada para el título de Héroe de la Unión Soviética el 11 de mayo de 1944, pero en su lugar solo recibió la Orden de Lenin. En la posguerra, recibió la Medalla Florence Nightingale en 1971, convirtiéndose en la cuarta mujer soviética en recibir dicha medalla de la Cruz Roja.

## Biografía

### Infancia y juventud
Zinaída Smirnova nació el 4 de octubre de 1923 en Moscú (Unión Soviética) en el seno de una familia de clase trabajadora; su madre era enfermera, mientras que su padre era trabajador. En 1937, su familia se mudó a Kúibyshev, donde completó su octavo grado en la escuela en 1940; mientras estaba en la escuela asistió a cursos de enfermería.

### Segunda Guerra Mundial
A pesar de tener solo diecisiete años cuando la Alemania nazi invadió la Unión Soviética, se ofreció como voluntaria para el Ejército Rojo en julio de 1941 y fue enviada al frente de guerra cerca de Smolensk como médica al mes siguiente, después de haber asistido a un entrenamiento acelerado.
En julio de 1943, su compañía, subordinada al 48.º Regimiento de Fusileros de la Guardia de la 15.ª División de Fusileros de la Guardia, fue rodeada por fuerzas enemigas en el bosque y quedó completamente aislada de su batallón. Después de diez horas de intensa lucha en un intento de alejar el cerco, Smirnova se ofreció como voluntaria para restablecer el contacto con su batallón, lo que hizo con éxito. Durante los días siguientes, ayudó a evacuar a treinta y uno soldados y sus armas del campo de batalla bajo un intenso fuego enemigo y, a pesar de haber sido herida el 13 de julio, pronto abandonó el hospital y regresó al frente, y llegó a un total de sesenta y siete heridos rescatados antes del final del mes.
Por su heroísmo en esos días fue condecorada con la Orden de la Bandera Roja, su primera orden militar. Luego sufrió muchas otras heridas mientras rescataba soldados, salvando a treinta y ocho heridos en la Batalla de Járkov. Después de recuperarse nuevamente, regresó a su unidad y vio un intenso combate en la lucha por una cabeza de puente en el Dniéper. Durante la Batalla del Dniéper, reemplazó a un miembro de la tripulación de una ametralladora que murió en combate, rechazando un contraataque alemán y matando a veinte combatientes enemigos. Por su acción, fue nominada para el título de Héroe de la Unión Soviética el 11 de mayo de 1944, pero la propuesta de premio se rebajó a la Orden de Lenin, que se le otorgó el 19 de septiembre de 1944. Sin embargo, recibió publicidad de los medios soviéticos destacando sus logros y valentía.
A lo largo de la guerra, participó en numerosas operaciones tanto ofensivas como defensivas en los frentes Sur, Stalingrado, Segundo y Tercer ucranianos, ayudando a más de 680 soldados antes de ser dada de baja en octubre de 1944 debido a sus numerosas heridas. Tanto su padre como su padrastro murieron en la guerra.

### Posguerra
En 1944, fue dada de baja del ejército con el rango de starshiná debido a sus extensas heridas, inicialmente trabajó como secretaria del Komsomol en una fábrica textil y luego como líder sénior del movimiento de Pioneros antes de graduarse en la facultad de derecho en Kúibyshev en 1949, posteriormente trabajó como investigadora en la oficina del fiscal local, donde su esposo trabajaba como asistente del fiscal. Tuvo dos hijos y recibió varios premios y honores después de la guerra, incluida la medalla Florence Nightingale en 1971.

## Condecoraciones
A lo largo de su carrera militar, recibió las condecoraciones:
|  | Orden de Lenin               |
|  | Orden de la Bandera Roja     |
|  | Medalla Florence Nightingale |